# 大衆社会
大衆社会（たいしゅうしゃかい）とは社会の形態を表す言葉であり、大衆の特性が顕著に現れている社会を指す。産業革命以降、特に20世紀に入ってから顕著に現れた。都市化、工業化、マスメディアの発達が大衆社会の形成に大きく寄与している。
大衆社会は本来個性的・創造的であるべき人間が、没個性的・平均的・画一的な思考と行動に陥りやすくなった社会ともいわれる。
スペインの哲学者オルテガ・イ・ガセットは、大衆は「『みんなと同じ』であることを快楽とし、それに苦痛を感じない存在」「急激な産業化や大量消費社会の波に洗われ、自らのコミュニティや足場となる場所を見失い、根無し草のように浮遊を続ける存在」「他者の動向のみに細心の注意を払わずにはいられず、世界の複雑さや困難さに耐えられない存在」であると論じた。
歴史的に見れば、大衆社会は文明社会が社会主義などの脅威に直面する状況で顕著に現れている。例えばイタリアのムッソリーニ政権やドイツのヒトラー政権などである。このような政治家が台頭する現象は、理想とされる時代ではなく、社会主義などの脅威が存在する社会においてよく見られる傾向がある。
大衆は自身の小さな幸福の追求や保身を図ったり、独裁者の宣伝に踊らされたりし、付和雷同する事が多くなる。こうした社会不安を背景に、ファシズム、ポピュリズムが推進されるようになる。